# El Bosque, Nuevo León
El Bosque är en ort i Mexiko.   Den ligger i kommunen Montemorelos och delstaten Nuevo León, i den centrala delen av landet, 600 km norr om huvudstaden Mexico City. El Bosque ligger 449 meter över havet och antalet invånare är 109.
Terrängen runt El Bosque är platt. Runt El Bosque är det ganska glesbefolkat, med 32 invånare per kvadratkilometer. Närmaste större samhälle är Montemorelos, 5,1 km sydost om El Bosque. I omgivningarna runt El Bosque växer huvudsakligen savannskog.